# Governo Jóhanna Sigurðardóttir II
O Governo Jóhanna Sigurðardóttir II (em islandês: Önnur ríkisstjórn Jóhönnu Sigurðardóttur) foi um governo da Islândia em 2009-2013, liderado pela primeira-ministra Jóhanna Sigurðardóttir, e constituído pelos partidos Aliança Social Democrática e Esquerda Verde, com a participação de ministros independentes.
Formado a partir dos resultados das eleições legislativas antecipadas de 2009, contava com 34 dos 63 lugares do Parlamento da Islândia.

| Governo                           | Primeiro-ministro      | Partidos                                  |
| --------------------------------- | ---------------------- | ----------------------------------------- |
| Governo Jóhanna Sigurðardóttir II | Jóhanna Sigurðardóttir | Aliança Social Democrática Esquerda Verde |